# Championnat de Belgique masculin de handball de deuxième division 2017-2018
Navigation
Division 2 2016-2017 Division 2 2018-2019
La saison 2017-2018 du Championnat de Belgique masculin de handball de deuxième division est la 55e saison de la deuxième plus haute division belge de handball. 
Au terme de cette saison, c'est le promu de la VHV, l'Apolloon Kortrijk qui termine champion et accède à la Division 1, les flandriens remplaceront le Kreasa HB Houthalen qui descend en Division 2. Comme la saison passée, le HC DB Gent termine second du championnat tandis que le RHC Grâce-Hollogne finit troisième. En bas de classement, le KV Sasja HC Hoboken et le promu de la Jeunesse Jemeppe sont relégués, ils seront remplacés par quatre clubs et non deux, le championnat passant la saison prochaine de 8 à 10. Ces promus sont le HC Amay, le HC Kraainem, le HBC Izegem et le HKW Waasmunster.

## Participants
| Club                   | Matricule | Classement 2016-2017 | Localisation   | Entraîneur               | Salle                             | Capacité |
| ---------------------- | --------- | -------------------- | -------------- | ------------------------ | --------------------------------- | -------- |
| RHC Grâce-Hollogne     | 6         | 12e                  | Grâce-Hollogne | Gianni Dolce             | Hall omnisports de Grâce-Hollogne | ?        |
| HC DB Gand             | 182       | 2e                   | Gand           | Koen Blondeel            | Sporthal Hekers                   | ?        |
| Union beynoise         | 3         | 3e                   | Beyne-Heusay   | Luc Boiten               | Hall Omnisports Edmond Rigo       | 400      |
| KTSV Eupen 1889        | 5         | 4e                   | Eupen          | Jean-Christophe Hougardy | Sportzentrum Eupen                | ?        |
| HB Saint-Trond         | 303       | 5e                   | Saint-Trond    | ?                        | Sporthal Jodenstraat              | ?        |
| KV Sasja HC Hoboken II | 191       | 6e                   | Anvers         | Kris Moens               | Sportcomplex Sorghvliedt          | 950      |
| Apolloon Kortrijk      | 198       | 1er (VHV)            | Courtrai       | ?                        | Sportcampus Lange Munte           | ?        |
| Jeunesse Jemeppe       | 60        | 1er (LFH)            | Seraing        | Christophe Bourlet       | Hall Omnisports du Bois de Mont   | ?        |

## Localisation
| \| KV Sasja II U.Beynoise Apolloon Kortrijk Jemeppe Gand Grâce-Hollogne Saint-Trond Eupen \| Localisation des clubs engagés dans le championnat |
| KV Sasja II U.Beynoise Apolloon Kortrijk Jemeppe Gand Grâce-Hollogne Saint-Trond Eupen                                                          |

Nombre d'équipes par Province
| # | Province                        | Nombre | Équipe(s)                                                             |
| - | ------------------------------- | ------ | --------------------------------------------------------------------- |
| 1 | Province de Liège               | 4      | Union beynoise, KTSV Eupen 1889, Jeunesse Jemeppe, RHC Grâce-Hollogne |
| 2 | Province du Brabant flamand     | 1      | HC Atomix                                                             |
| 2 | Province de Limbourg            | 1      | HB Saint-Trond                                                        |
| 2 | Province de Flandre-Orientale   | 1      | HC DB Gand                                                            |
| 2 | Province de Flandre-Occidentale | 1      | Apolloon Kortrijk                                                     |
| 2 | Province d'Anvers               | 1      | KV Sasja HC Hoboken II                                                |

## Organisation du championnat
La saison régulière est par 8 équipes. Il n'y a ni Play-off, ni Play-down, la saison se dispute juste en phase régulière mais, où chaque équipe joue quatre fois en doublant donc le principe des phases aller et retour. Une victoire rapporte 2 points, une égalité 1 point et une défaite 0 point.
La première équipe est promu en Division 1 tandis que les deux dernières sont reléguées au troisième niveau. 

### Saison régulière

#### Classement
|   | Équipe                 | Pts | J  | G  | N | P  | Bp  | Bc  | Diff |
| - | ---------------------- | --- | -- | -- | - | -- | --- | --- | ---- |
| 1 | Apolloon Kortrijk      | 44  | 28 | 22 | 0 | 6  | 831 | 716 | 115  |
| 2 | HC DB Gent             | 42  | 28 | 20 | 2 | 6  | 808 | 664 | 144  |
| 3 | RHC Grâce-Hollogne     | 37  | 28 | 18 | 1 | 9  | 780 | 722 | 58   |
| 4 | HB Sint-Truiden        | 26  | 28 | 16 | 0 | 12 | 729 | 716 | 13   |
| 5 | KTSV Eupen 1889        | 20  | 28 | 11 | 4 | 13 | 772 | 793 | -21  |
| 6 | Union beynoise         | 12  | 28 | 10 | 0 | 18 | 707 | 772 | -65  |
| 7 | KV Sasja HC Hoboken II | 23  | 28 | 5  | 2 | 21 | 662 | 763 | -101 |
| 8 | Jeunesse Jemeppe       | 11  | 28 | 4  | 3 | 21 | 665 | 808 | -143 |

|                 | Champion et promu en Division 1          |
|                 | Relégué au troisième niveau              |
| en augmentation | Promu 2017                               |
| en diminution   | relégué de Division 1 en début de saison |

#### Champion
| Champion de Belgique masculin de handball de Division 2 2017-2018 Apolloon Kortrijk ? titre |